# Erdey Sándor
Erdey Sándor (1920. augusztus 14. – 2010. május 27.) emigráns magyar író, recski fogoly, a kommunizmus üldözöttje.

## Élete
Magyar honvédként részt vett a második világháború végén a körülzárt Budáról történt katonai kitörésben. Emiatt kezdte őt zaklatni az ún. „felszabadulás” után újjáalakult, immár kommunista irányítás alá került rendőrség. Első letartóztatására 1945. március 2-án került sor, Szentesen. Ettől fogva szinte állandó zaklatásnak volt kitéve a hatóság részéről, míg 1946. június 3-án a Budapesti Népbíróság jogerősen felmentette a vádak alól. Felmentése után azonban nem mehetett haza, még aznap az ÁVO (a későbbi ÁVH) rettegett Andrássy út 60. alatti székházába szállították, ahonnan a Buda-déli Internálótáborba került. Innen 1947. szeptember 24-én szabadult. 1948. március 3-án Szombathelyen tiltott határátlépési kísérlet gyanúja miatt ismét letartóztatták. Újra az Andrássy út 60.-ba, majd innen a Buda-déli Internálótáborba, és végül a Kistarcsai Központi Internálótáborba került. Ügyében tárgyalás nem történt, ítéletet nem kapott. 1950. augusztus 18-án Kistarcsáról, számos társával együtt az akkor megnyitott recski kényszermunka táborba szállították, ahol – embertelen körülmények és bánásmód mellett – egészen a tábor felszámolásáig raboskodott. 1953. szeptember 18-án szabadult Recskről és újra Kistarcsára került, ahonnan 1953. október 27-én – immár véglegesen – szabadult.
Az elkövetkező másfél évtized során állandó rendőri megfigyelésnek, zaklatásoknak volt kitéve. 1957 januárjában egy hétig újra letartóztatták, vallatták, az 1956-os forradalomban való részvétele után tudakozódtak, majd elengedték.
Önálló autószerelő műhelyt működtetett Budapesten. Ezt egy ismételt letartóztatása, hosszabb ideig történt fogva tartásának ideje alatt lakásával együtt elvették tőle. Erről 1959 szeptemberében szerzett tudomást, amikor a Gyorskocsi utcából szabadon engedték. Lakásában egy rendőr törzsőrmestert és családját, műhelyében a XI-II. kerületi Vendéglátó Vállalat irodáját találta.
Anyagbeszerzőként, majd egy szövetkezet, később egy termelőszövetkezet műszaki vezetőjeként dolgozott. Megnősült, két gyermeke született.
1967. február 28-án – miután értesítést kapott arról, hogy ismételten letartóztatását tervezik – legálisan átlépve a határt, elmenekült az országból. Lengyelországban és Csehszlovákiában bujdosott. Végül kalandos úton, hamis papírokkal,  Svédországon keresztül sikerült emigrálnia (akkori hazai hivatalos szóhasználat szerint disszidálnia) a Német Szövetségi Köztársaságba, ahová 1967. december 19-én érkezett meg. Münchenben telepedett le, autószerelőként dolgozott. 1968 decemberében sikerült Jugoszlávián keresztül, hamis papírokkal feleségét és gyermekeit is kimenekíteni Magyarországról.
A németországi magyar emigráció életébe tevékenyen bekapcsolódott, jelentős szerepet játszott. Egyik szervezője volt a recski foglyok szabadulása 30 éves évfordulójának emlékére Münchenben 1983. november 26-án megrendezett kongresszusnak. Itt mutatott be először részleteket a recski fogolytáborról írni tervezett készülő könyvéből, mely azután A recski tábor rabjai címmel 1984-ben jelent meg Münchenben a Herp Kiadónál. Magyarországon ezt az írást először – Nagy Jenő által jegyzett szamizdat formájában – 1985-ben lehetett olvasni. Első legális hazai kiadására 1989-ben került sor a Reform Kiadó gondozásában, lényegesen bővített, nyolcadik kiadása a Püski Kiadó gondozásában, 2002-ben került forgalomba. A könyvnek jelentős visszhangja támadt itthon és külföldön egyaránt.
Erdey Sándor a magyar emigráció életében végzett tevékeny munkájáért és irodalmi munkásságáért számos elismerésben részesült. Többek között 1991-ben megkapta a Pro Cultura Hungarica díjat és 2001-ben a forradalom évfordulóján, október 23-án, Magyar Köztársasági Érdemrend lovagkeresztjét.